# Arena Football League 2018
Die Arena-Football-League-Saison 2018 war die 31. Saison der Arena Football League (AFL). Ligameister wurden die Washington Valor, die die Baltimore Brigade im ArenaBowl XXXI bezwangen.

## Teilnehmende Mannschaften
| Anzahl Mannschaften | 4                                     |
| ------------------- | ------------------------------------- |
| Neu in der Liga     | Albany Empire                         |
| Ausgeschieden       | Cleveland Gladiators, Tampa Bay Storm |

## Regular Season
| Arena Football League |   |    |   |      |          |
| Team                  | S | N  | U | Heim | Auswärts |
| x-Albany Empire       | 8 | 4  | 0 | 4–3  | 4–1      |
| y-Baltimore Brigade   | 7 | 5  | 0 | 5–1  | 2–4      |
| y-Philadelphia Soul   | 7 | 5  | 0 | 3–2  | 4–3      |
| y-Washington Valor    | 2 | 10 | 0 | 1–5  | 1–5      |

Siege, Niederlage, Unentschieden, x-Division Titel, y-Playoffs erreicht

## Playoffs
|  | Halbfinale | Halbfinale   | Halbfinale |  |  | ArenaBowl XXXI | ArenaBowl XXXI | ArenaBowl XXXI |
|  |            |              |            |  |  |                |                |                |
|  |            |              |            |  |  |                |                |                |
|  | 1          | Albany       | 97         |  |  |                |                |                |
|  | 4          | Washington   | 103        |  |  |                |                |                |
|  |            |              |            |  |  | 4              | Washington     | 69             |
|  |            |              |            |  |  | 2              | Baltimore      | 55             |
|  | 2          | Baltimore    | 110        |  |  |                |                |                |
|  | 3          | Philadelphia | 86         |  |  |                |                |                |
|  |            |              |            |  |  |                |                |                |

### ArenaBowl XXXI
Der ArenaBowl XXXI wurde am 28. Juli 2018 in der Royal Farms Arena in Baltimore, Maryland ausgetragen. Das Spiel verfolgten 8.183 Zuschauer.

## Regular Season Awards
| Award                | Gewinner    | Position    | Team              |
| -------------------- | ----------- | ----------- | ----------------- |
| Most Valuable Player | Tommy Grady | Quarterback | Albany Empire     |
| Coach Of The Year    | Omarr Smith | Head Coach  | Baltimore Brigade |

## Zuschauertabelle
| Team              | Zuschauerschnitt |
| ----------------- | ---------------- |
| Albany Empire     | 9.714            |
| Baltimore Brigade | 5.113            |
| Philadelphia Soul | 9.454            |
| Washington Valor  | 6.742            |
| Ligadurchschnitt  | 7.767            |